# Лада Нестеренко
Лада Нестеренко (укр. Лада Станіславівна Нестеренко; Кијев, 3. август 1976) је украјинска нордијска скијашица која се такмичила између 1995. и 2017. године.

## Биографија
Рођена је 3. августа 1976. у Кијеву. Почела је да се такмичи у нордијском скијању 1995. године. Најбољи резултат је постигла на Светском првенству 2007. освојишви седмо место на тридесет километара у Сапору. 
Најбољи светски тимски резултат је постигла освојишви једанаесто место на 4×5 километара у Француској 2008. године, а најбољи појединачни светски резултат освојишви двадесет и пето место на десет километара у Естонији 2009. 
На Зимским олимпијским играма 2010. је освојила четрдесет и треће место у дисциплини на тридесет километара и педесет и шесто на десет километара.

## Резултати
Резултати Нестеренке у нордијском скијању, према Међународној скијашкој и сноуборд федерацији:

### Олимпијске игре
| Година | Узраст | 10 km индивидуално | 15 km | 30 km | Спринт | 4×5 km | Тимски спринт |
| ------ | ------ | ------------------ | ----- | ----- | ------ | ------ | ------------- |
| 2010.  | 33     | 56                 | —     | 43    | —      | —      | —             |

### Светска првенства
| Година | Узраст | 5 km | 10 km | 15 km | 30 km | Спринт | 4×5 km | Тимски спринт |
| ------ | ------ | ---- | ----- | ----- | ----- | ------ | ------ | ------------- |
| 1999.  | 22     | —    | Н/Д   | 39    | 36    | Н/Д    | —      | Н/Д           |
| 2001.  | 24     | Н/Д  | 53    | —     | CNX   | 48     | —      | Н/Д           |
| 2005.  | 28     | Н/Д  | 45    | Н/Д   | 43    | —      | DSQ    | —             |
| 2007.  | 30     | Н/Д  | 17    | Н/Д   | 7     | 57     | 12     | —             |
| 2009.  | 32     | Н/Д  | 33    | Н/Д   | —     | 71     | 11     | —             |
| 2011.  | 34     | Н/Д  | 36    | Н/Д   | 24    | —      | 12     | —             |
| 2017.  | 40     | Н/Д  | 60    | Н/Д   | 39    | —      | 16     | —             |

### Светски куп

#### Сезонски пласман
| Сезона | Узраст | Дисциплински пласман | Дисциплински пласман | Дисциплински пласман | Дисциплински пласман | Дисциплински пласман | Нордијско скијање  | Нордијско скијање | Нордијско скијање    |
| Сезона | Узраст | Свеукупно            | Удаљеност            | Велика удаљеност     | Средња удаљеност     | Спринт               | Нордијско отварање | Тур де ски        | Финале Светског купа |
| ------ | ------ | -------------------- | -------------------- | -------------------- | -------------------- | -------------------- | ------------------ | ----------------- | -------------------- |
| 1999.  | 22     | NC                   | Н/Д                  | NC                   | Н/Д                  | —                    | Н/Д                | Н/Д               | Н/Д                  |
| 2000.  | 23     | NC                   | Н/Д                  | —                    | NC                   | —                    | Н/Д                | Н/Д               | Н/Д                  |
| 2005.  | 28     | NC                   | NC                   | Н/Д                  | Н/Д                  | —                    | Н/Д                | Н/Д               | Н/Д                  |
| 2008.  | 31     | 88                   | 57                   | Н/Д                  | Н/Д                  | NC                   | Н/Д                | 33                | 45                   |
| 2009.  | 32     | 111                  | 80                   | Н/Д                  | Н/Д                  | NC                   | Н/Д                | 35                | —                    |
| 2010.  | 33     | 97                   | 73                   | Н/Д                  | Н/Д                  | NC                   | Н/Д                | 36                | —                    |
| 2011.  | 34     | 87                   | 61                   | Н/Д                  | Н/Д                  | NC                   | 52                 | 31                | —                    |